# Montalto Dora
Montalto Dora (Montàut in piemontese) è un comune italiano di 3 309 abitanti della città metropolitana di Torino in Piemonte, nel Canavese, situato allo sbocco della valle della Dora Baltea.

## Geografia fisica
Montalto Dora sorge a nord di Ivrea nello sbocco della valle della Dora Baltea. Il paese è situato nella piana che va dal fiume dora Baltea alle colline moreniche dei cinque laghi di Ivrea sovrastate dalla serra morenica è dal massiccio del Mombarone. Il paesaggio al di fuori del centro abitato nel quale si concentra la quasi totalità della popolazione è prettamente agricolo nella parte pianeggiante, eccezion fatta per i terreni boscosi a nord del paese, mentre sui rilievi vi sono boschi di quercia betulla e castagni. Vi sono due laghi naturali incastonati tra le colline, lago Pistono e lago Nero, alimentati dai piccoli corsi d'acqua che giungono dalle montagne. Il territorio comunale va dai 243 metri sul livello del mare nella parte occidentale ai 521 del Montesino a nord est. Inoltre è presente anche una torbiera, dove una volta si estendeva il lago Coniglio, ora scomparso: al suo posto rimangono le Terre ballerine. Il paese è attraversato dalla strada statale 26 della Valle d'Aosta e dalla ferrovia Chivasso-Ivrea-Aosta.
Montalto a Nord confina con Borgofranco e Bajo a Ovest con Lessolo e Fiorano a est con Chiaverano e Bienca mentre a sud con Ivrea.

## Storia
La presenza umana a Montalto Dora è radicata fin dal neolitico vi era infatti un villaggio palafitticolo posto sulle rive del lago Pistono. In epoca romana, passava la via delle Gallie, strada romana consolare fatta costruire da Augusto per collegare la Pianura Padana con la Gallia e successivamente il tracciato canavesano della Via Francigena. Nel XIX secolo e XX secolo a Montalto fu presente un centro di smistamento per i materiali minerari, che giungevano tramite teleferica dalle miniere di Brosso e Traversella per poi essere smistati tramite ferrovia. Oltre al centro minerario vi era una cava di calce. Entrambe le attività hanno cessato le attività a metà del XX secolo.
A Montalto è nato lo scrittore Salvator Gotta il 18 maggio 1887

### Simboli
Lo stemma e il gonfalone sono stati concessi con decreto del presidente della Repubblica del 24 luglio 1973.
Lo stemma si può blasonare di rosso, alla banda ondata d'azzurro, attraversata da un castello d'argento, merlato alla ghibellina, aperto e finestrato del campo, torricellato di un pezzo, accompagnato nel cantone destro del capo da una spiga di grano d'oro. Il gonfalone è un drappo partito di bianco e di rosso.

## Monumenti e luoghi d'interesse

### Castello
Il castello di Montalto Dora, che si erge a quota 405 metri sul monte Crovero a Montalto Dora, risale alla metà del XII secolo; ha subito nei secoli molteplici distruzioni, riedificazioni e ristrutturazioni, sino ad assumere nel 1890, con il restauro progettato da Alfredo d'Andrade, l'aspetto che grosso modo ha conservato finora.

Oggi di proprietà privata, il castello è parte integrante del borgo di epoca romana su cui sorge. Ha pianta quadrata irregolare con una doppia cinta. Un'alta torre domina la parte interna intorno al mastio, l'annessa cappella, gli ambienti in parte visitabili e il camminamento di guardia. Nell'antichità funzionava da fortezza a guardia della piana lacustre di Ivrea e della strada che conduce in Valle d'Aosta.

### Parrocchiale di Sant'Eusebio
Dall'anno 1242 Montalto era parrocchia, sotto questo titolo. Nel 1812 la chiesa parrocchiale di Sant'Eusebio fu ristrutturata ed abbellita durante i lavori di costruzione della strada napoleonica per Aosta.
All'interno della chiesa si conservano pitture del Visetti di Montanaro ed il sepolcreto dei Vallesa.

### Villa Casana
La villa fu fatta costruire dal barone Valesa, il quale nel 1732 aveva ricevuto in dono dal duca Vittorio Amedeo I il feudo comitale di Montalto Dora come ricompensa dei servizi prestati in qualità di governatore durante l'assedio di Torino. Inizialmente il palazzo era un castello di residenza, molto modesto e con poco giardino, poi ampliato dal conte Alessandro Vallesa con l'aiuto dell'architetto Giuseppe Maria Talucchi. Dell’antico splendore oggi è rimasto il secolare cedro dell'Atlante nella parte nord del giardino, visibile dalla strada lastricata che conduce al castello. La villa è poi passata a Severino Casana e successivamente è stata sede del monastero benedettino di San Michele.

### Chiesetta di San Rocco
Costruita tra la fine del XV e l'inizio del XVI secolo, la chiesa ha interesse storico ed artistico in virtù del ciclo di affreschi che ne ricopre quasi interamente le pareti interne. 

### Zona dei 5 Laghi
Nel territorio comunale si trovano due piccoli laghi, creati nel Pleistocene dall'antico ghiacciaio che percorreva la valle della Dora: il lago Nero (299 m s.l.m., a nord del paese) e il lago Pistono (280 m s.l.m., a est). Questi sono due dei cinque laghi di Ivrea. Sul territorio comunale è presente anche una torbiera, che sorge dove una volta vi era il lago Coniglio, ora conosciuta come "Terre ballerine". Inoltre nei boschi che salgono verso Chiaverano e Bienca è possibile trovare ancora resti dell'acquedotto romano di Ivrea.

### Aviosuperficie
Nel territorio comunale, parallelamente al fiume, è stata ricavata un'aviosuperficie, censita dalla cartografia aeronautica internazionale. Per la sua posizione è un punto di interesse aeronautico importante per chi proviene dalla Valle d'Aosta, o vi si dirige. La pista ha il fondo in erba, lunghezza di 620 metri e larghezza di 30 metri, con orientamento 14-32.

## Via Francigena
La Via Francigena attraversa il territorio comunale scendendo dalla Valle d'Aosta. Dopo aver attraversato Carema, Settimo Vittone e Borgofranco d'Ivrea giunge in centro a Montalto; da qui gira attorno al lago Pistono, per poi dirigersi a sud verso Ivrea. (Tappa 06 da Pont-Saint-Martin a Ivrea).

## Società

### Evoluzione demografica
Abitanti censiti

## Economia
Ogni anno nell'ultima domenica di novembre si svolge una sagra del cavolo verza, manifestazione che attira turisti da molte zone del nord Italia e che celebra il prodotto più noto dell'agricoltura locale.

## Amministrazione

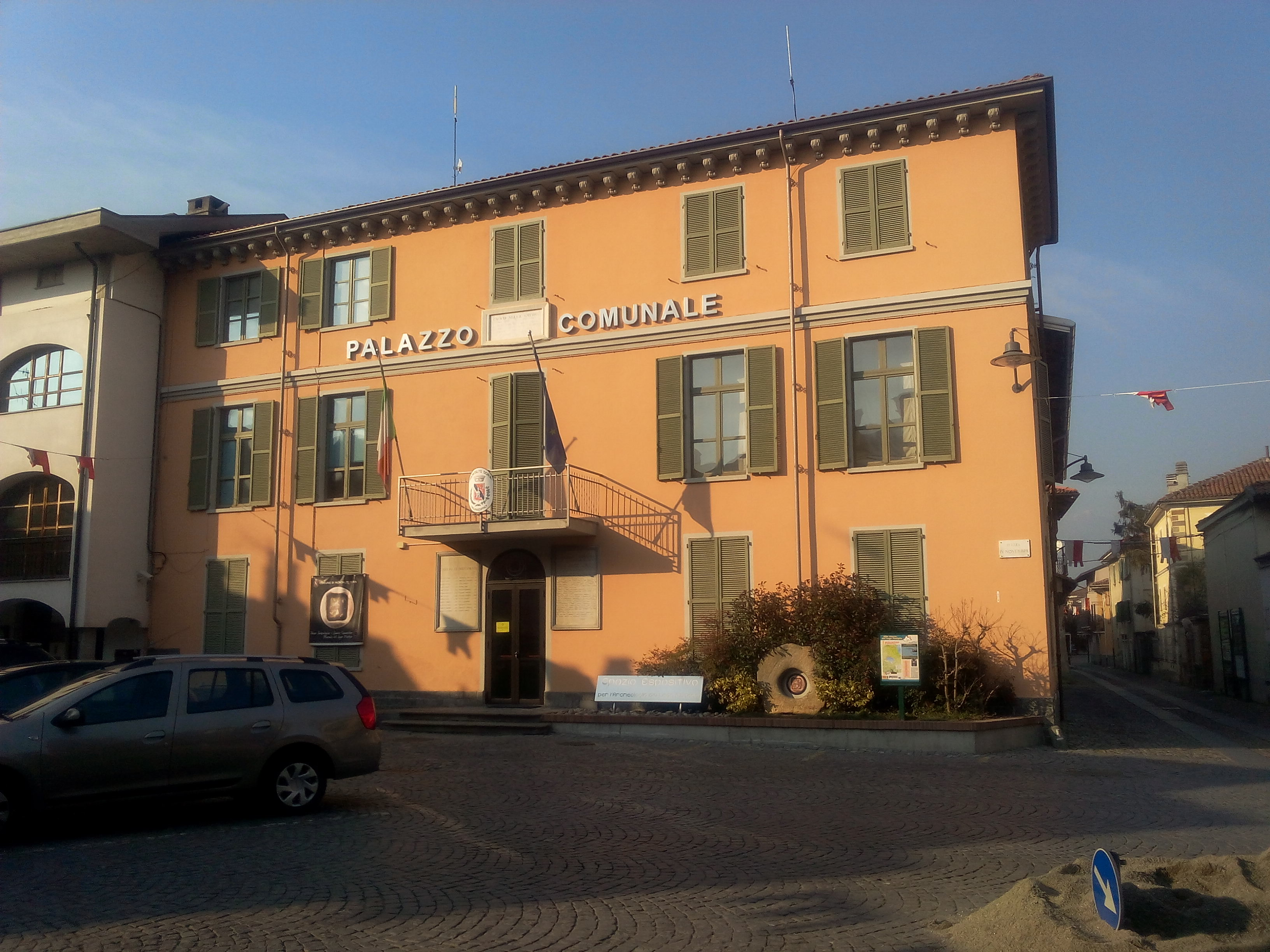
Il palazzo comunale

Di seguito è presentata una tabella relativa alle amministrazioni che si sono succedute in questo comune.
| Periodo          | Periodo        | Primo cittadino | Partito                                                        | Carica  | Note  |
| ---------------- | -------------- | --------------- | -------------------------------------------------------------- | ------- | ----- |
| 28 febbraio 1986 | 29 maggio 1990 | Vilmo Chiarotto | Partito Comunista Italiano                                     | Sindaco | [ 6 ] |
| 29 maggio 1990   | 24 aprile 1995 | Vilmo Chiarotto | Partito Democratico della Sinistra, Partito Comunista Italiano | Sindaco | [ 6 ] |
| 24 aprile 1995   | 14 giugno 1999 | Vilmo Chiarotto | centro-sinistra                                                | Sindaco | [ 6 ] |
| 14 giugno 1999   | 14 giugno 2004 | Vilmo Chiarotto | centro-sinistra                                                | Sindaco | [ 6 ] |
| 14 giugno 2004   | 8 giugno 2009  | Renzo Galletto  | centro-sinistra                                                | Sindaco | [ 6 ] |
| 8 giugno 2009    | 26 maggio 2014 | Renzo Galletto  | lista civica                                                   | Sindaco | [ 6 ] |
| 26 maggio 2014   | 27 maggio 2019 | Rita Ippolito   | lista civica Per Montalto Dora                                 | Sindaco | [ 6 ] |
| 27 maggio 2019   | in carica      | Renzo Galletto  | lista civica Progettiamo insieme il futuro                     | Sindaco | [ 6 ] |

### Gemellaggi
Il comune è gemellato dal 9 settembre 2007 con il comune di Cannara, in provincia di Perugia, e con la città di Settimo Torinese, nella città metropolitana di Torino.

## Feste
Febbraio: Carnevale di Montalto, di cui è protagonista la Castellana, seguita dal corteo di personaggi storici e da carri allegorici. 
Maggio: festa dei coscritti.
La notte dell'ultimo giorno di aprile sul monte che sovrasta il paese viene alzato il palo di maggio e nei giorni successivi i coscritti festeggiano per 3 giorni, coinvolgendo la popolazione di Montalto e dei comuni limitrofi.
Giugno: festa dello sport, organizzata dalla pallavolo di Montalto. La festa dura una decina di giorni circa, in cui vengono organizzati tornei di calcetto, pallavolo e altri sport.
Agosto: la prima domenica del mese vi è la festa patronale. 
Novembre: nel terzo weekend del mese si svolgono la sagra del cavolo verza e il Palio dei Comuni.

## Sport
La squadra di basket cittadina, Pallacanestro Montalto Dora, gioca nel campionato di Serie D.
La squadra di volley femminile, A.S.D. Pallavolo Montalto Dora, milita nel campionato di Serie C da 10 stagioni consecutive.

## Galleria d'immagini

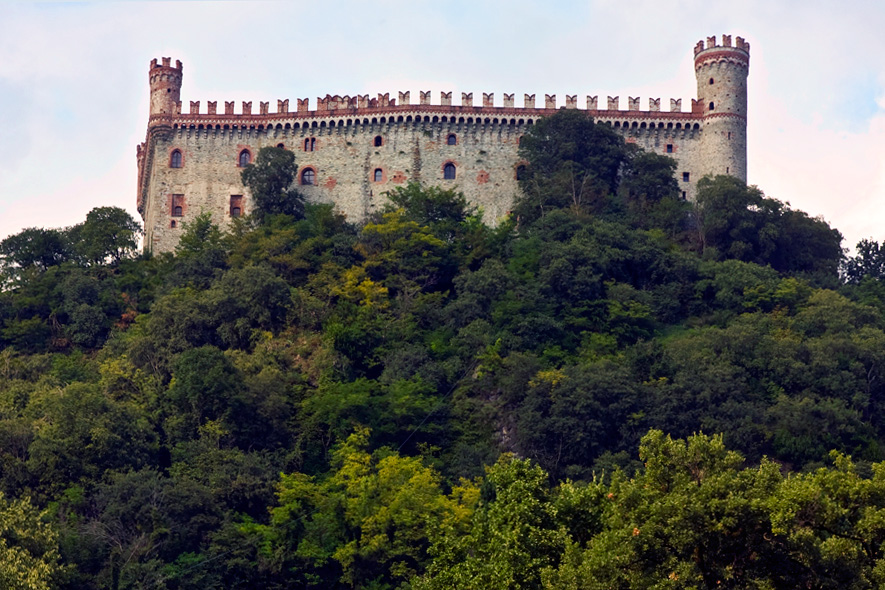
Il castello sul monte Crovero
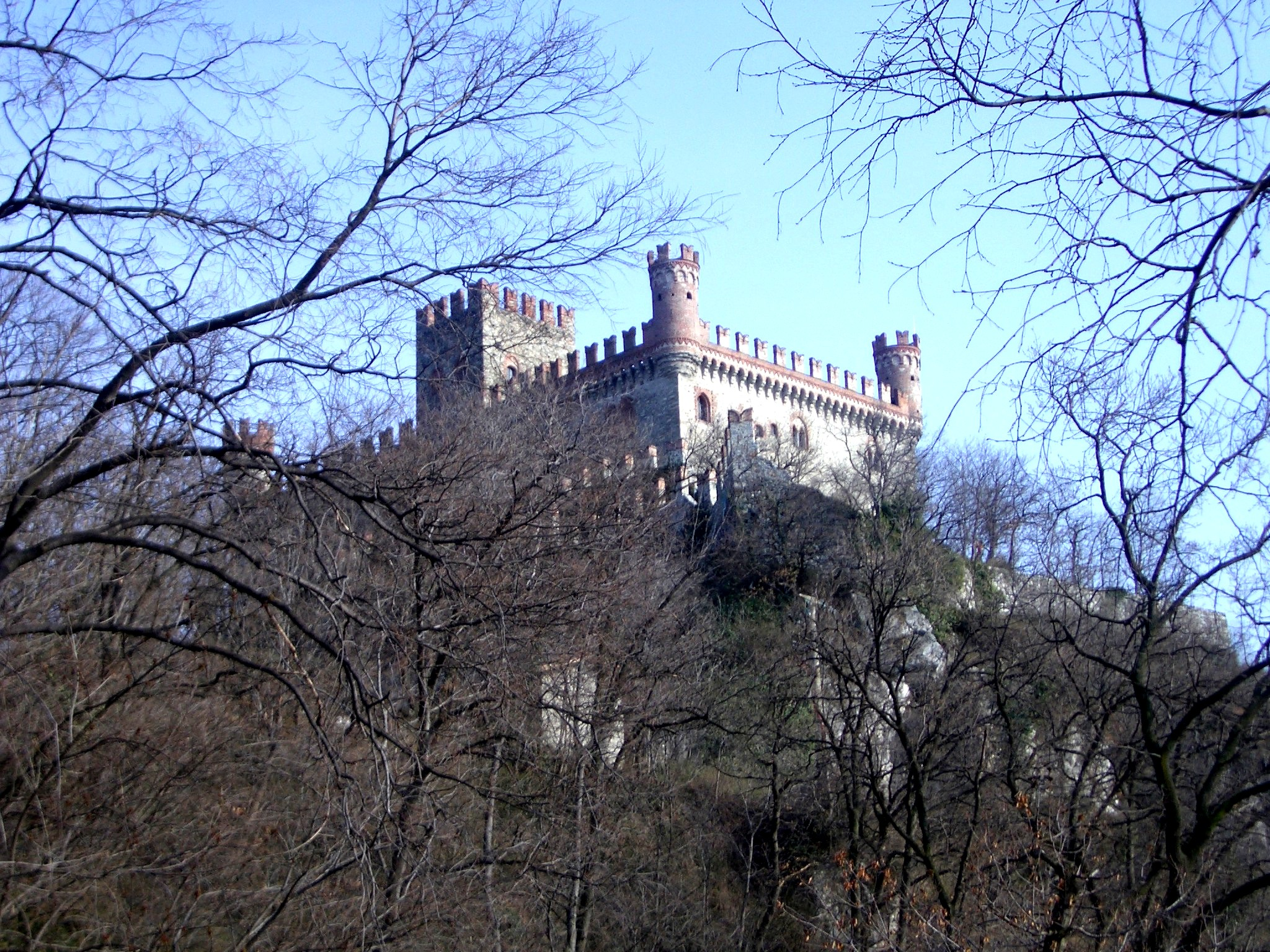
Veduta del castello
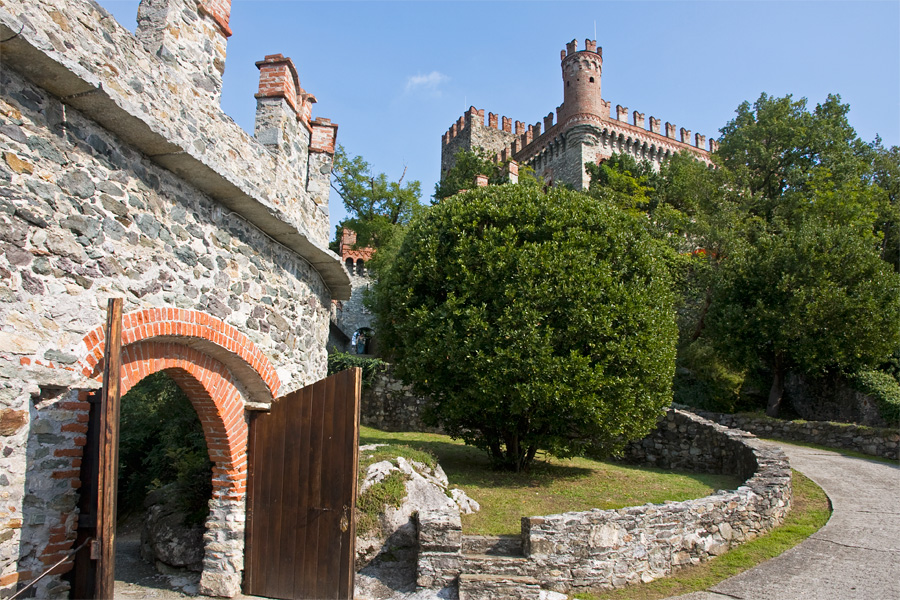
Accesso al castello
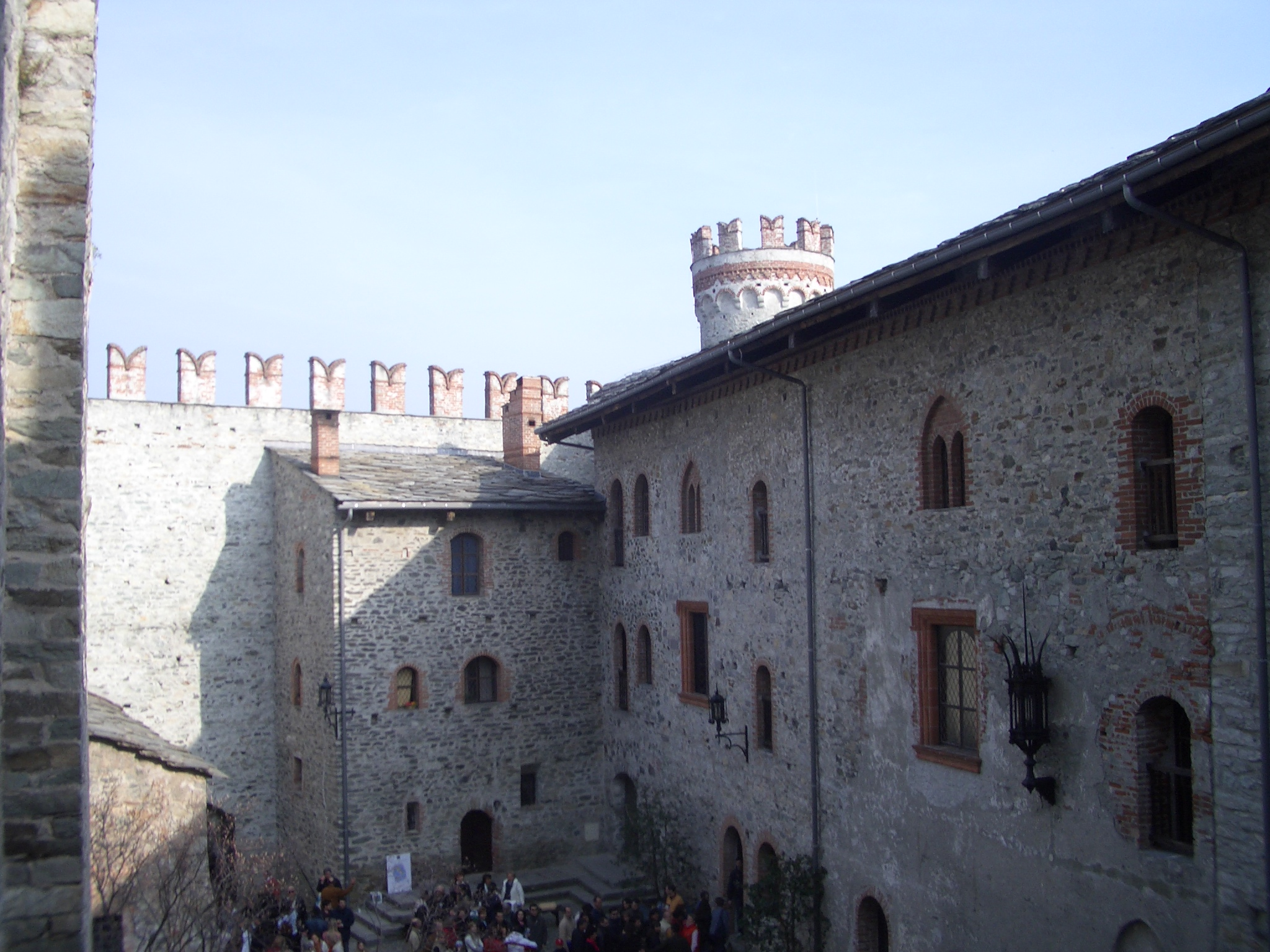
L'interno del castello
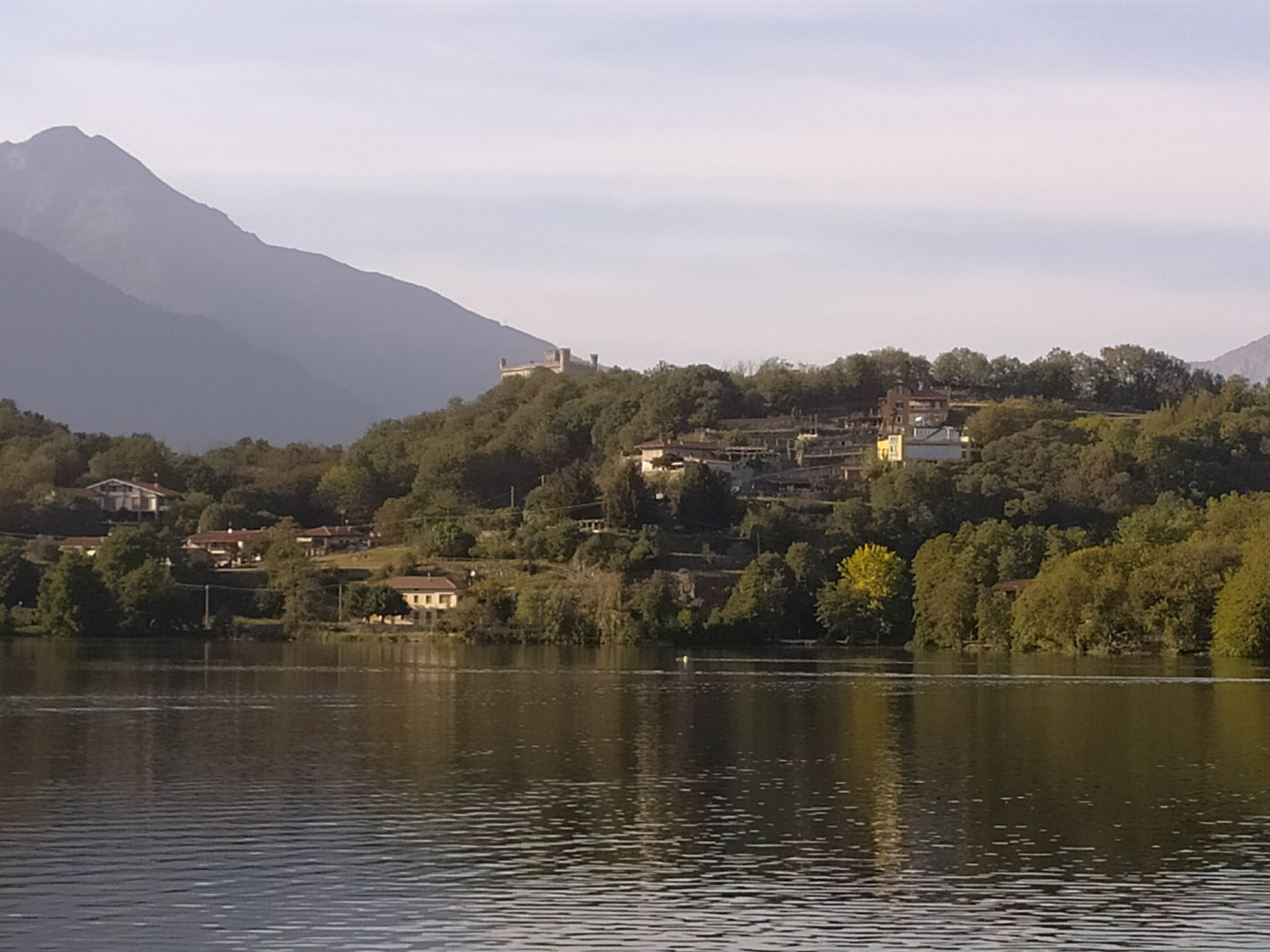
Il castello visto dal lago Sirio
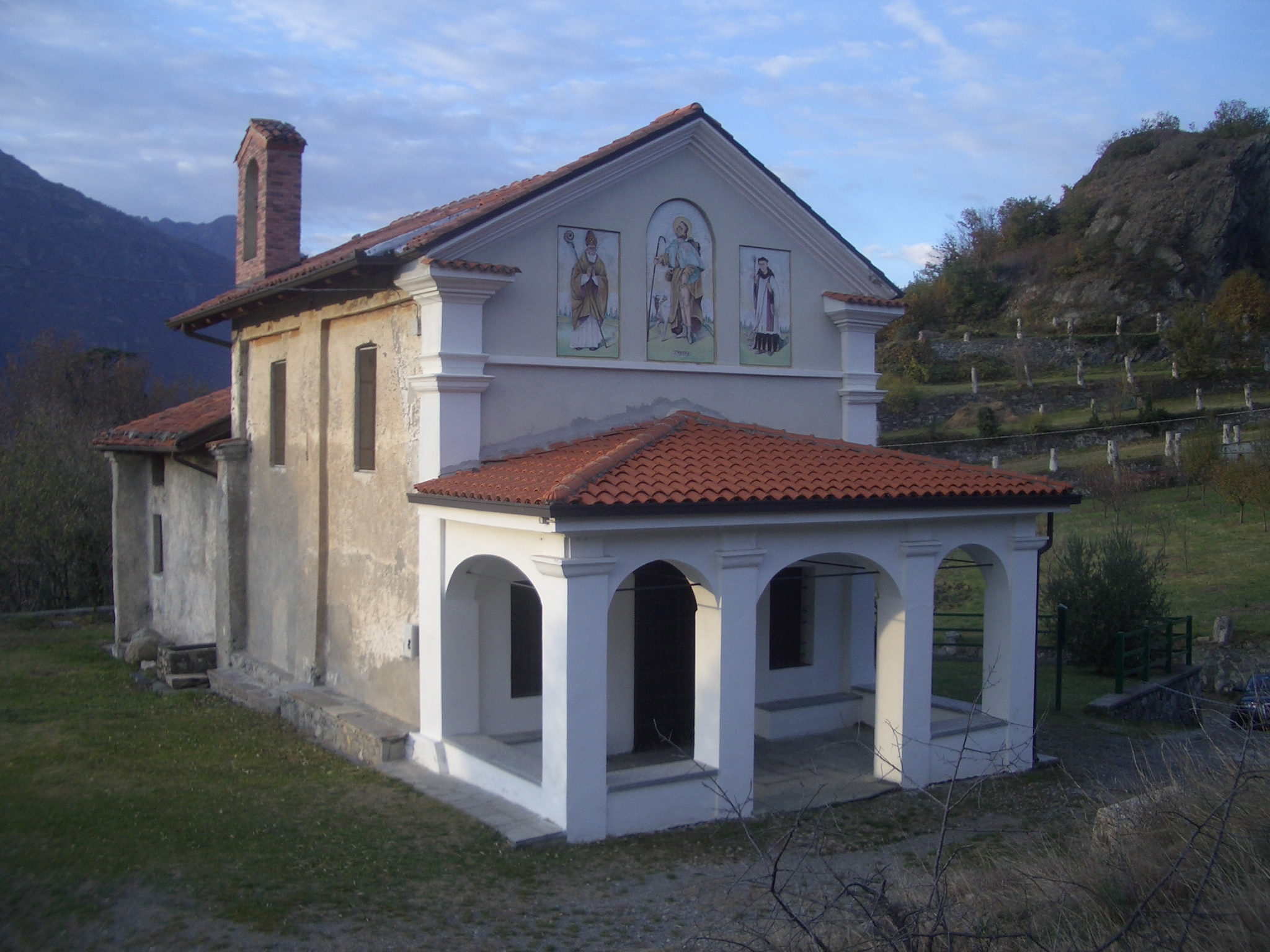
La chiesetta di San Rocco